# Len Sassaman

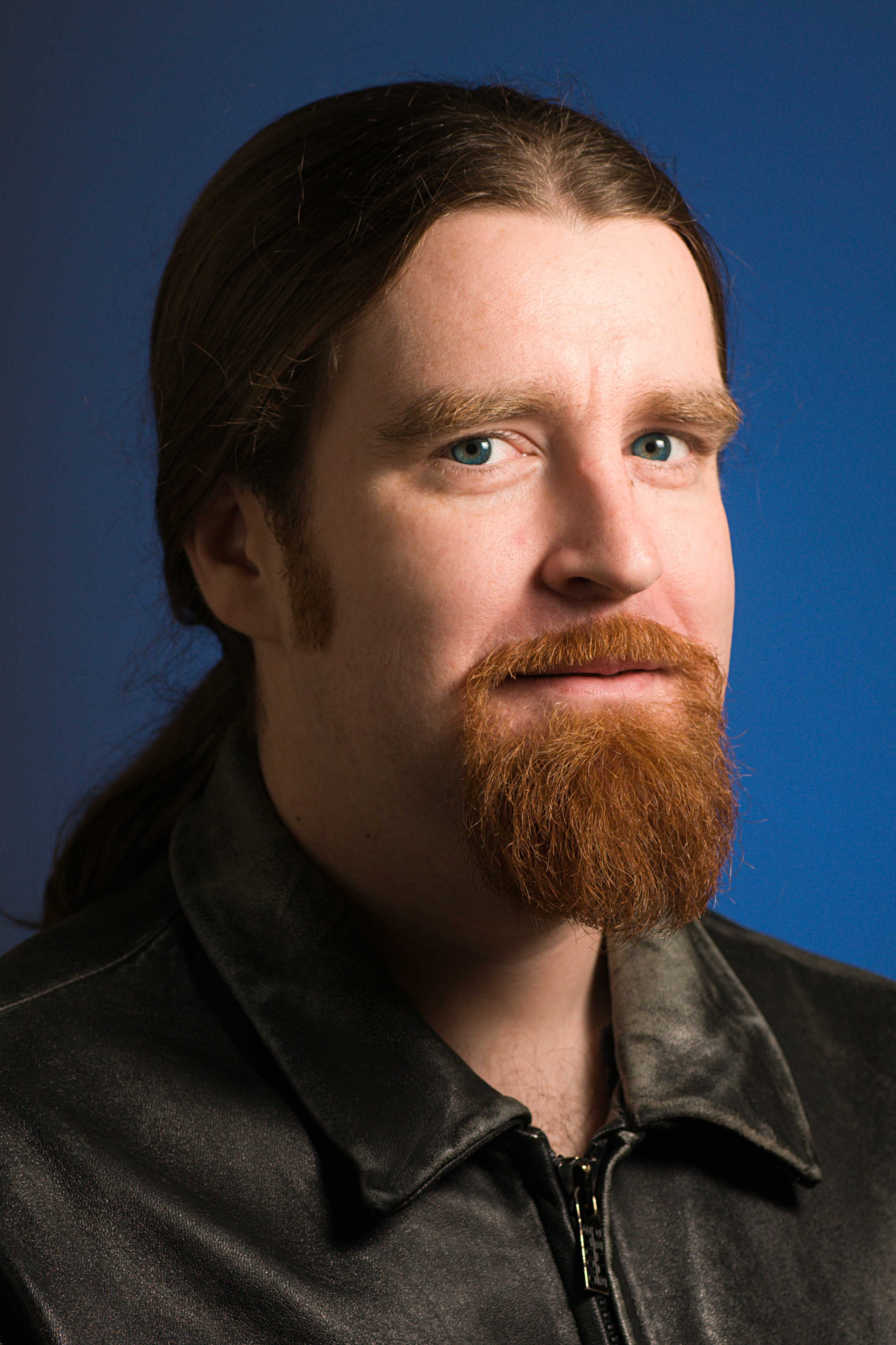
Len Sassaman op het 27ste Chaos Communication Congress, 29 december 2010

 Len Sassaman (1980 – Leuven, 3 juli 2011) was een Amerikaanse informaticus, hacker en IT-beveiligingsexpert. Hij was onder andere projectleider van het anonieme remailerproject Mixmaster.

## Biografie
Sassaman werkte aan een doctoraat aan de Katholieke Universiteit Leuven als onderzoeker bij de Computer Security and Industrial Cryptography groep. Bart Preneel en David Chaum waren zijn promotors. Tot ver buiten de academische wereld was hij een beroemd cypherpunk, cryptograaf en een voorvechter van online privacy.
In 2002 richtte hij met zijn vroegere kamergenoot Bram Cohen CodeCon op als een goedkoop alternatief voor grote hackerconferenties zoals Hackers on Planet Earth en DEFCON.
Hij werkte voor Network Associates aan de PGP- encryptiesoftware en aan opensourcealternatieven OpenPGP en GNU Privacy Guard, was lid van The Schmoo Group (rainbow tables) en gaf regelmatig lezingen op de hackersconferentie DEFCON.
Samen met de bekende cryptograaf Phil Zimmermann ontwierp hij het Zimmerman-Sassaman-key-signing-protocol.
Op 11 februari 2006 vroeg hij zijn vrouw Meredith Patterson, een Amerikaanse beveiligingsexperte, sciencefictionschrijfster en journaliste, publiekelijk ten huwelijk op het vijfde CodeCon-congres. Ook professioneel werkten zij samen, bijvoorbeeld aan het $100-laptop (Bitfrost)-project.
Een van zijn bekendste ontdekkingen - met betrekking tot kwetsbaarheden in X.509-certificaten - deelt hij met Dan Kaminsky en Meredith Patterson en werd voorgesteld op 29 juli 2009 tijdens de Black Hat-conferentie in Las Vegas.
Zijn vrouw bevestigde op 3 juli 2011 via Twitter en op internet dat Sassaman zelfmoord pleegde en aan een depressie leed